# Oskar Linnros
Hans Oskar "Kihlen" Linnros (nascido em 15 de agosto de 1983 em Sundbyberg, Suécia ) é um músico sueco. Antes de seguir carreira solo, ele fez parte de uma banda de hip hop alternativo chamada Snook ao lado de Daniel Adams-Ray. Vilja bli, seu primeiro álbum solo, alcançou o segundo lugar na parada de álbuns sueca. Oskar Linnros também produziu vários outros artistas, entre eles Petter, Fibes, Oh Fibes! e Verônica Maggio .

## Biografia

### Banda Snook

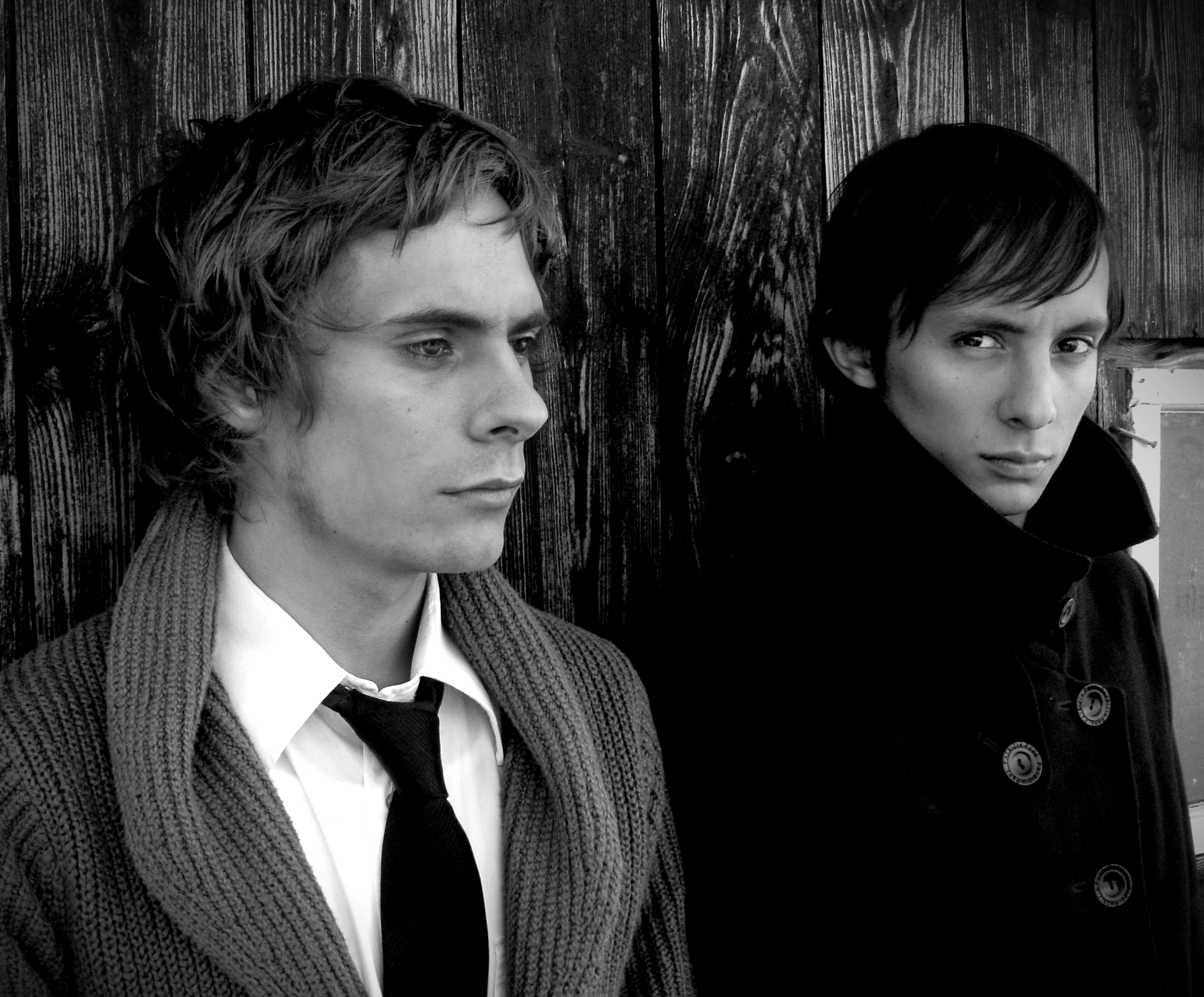
Oskar Linnros (esquerda) ao lado de Daniel Adams-Ray (direita)

Linnros começou como rapper na dupla de hip hop alternativo Snook, junto com Daniel Adams-Ray. Snook lançou dois álbuns: Vi vet inte vart vi ska men vi ska komma dit em 2004 e Är em 2006, recebendo tanto elogios quanto críticas pesadas. O hip hop pouco ortodoxo da banda foi recebido por comentários negativos e o fato de Adams-Ray ter passado sua adolescência em Lidingö fez com que os críticos os rotulassem como "rappers de classe alta". Apesar de algumas críticas, a banda teve muitos sucessos, recebeu prêmios da estação de rádio P3, do Swedish Hip-hop Awards 2003, e de melhor banda sueca no MTV Europe Music Awards 2006.

### Pós-Snook
Snook se separou. Daniel Adams-Ray frequentou a escola de design Berghs School of Communication Linnros começou a produzir outros artistas como o rapper Petter, roqueiros como Fibes, Oh Fibes!  e a cantora Veronica Maggio . O álbum que Linnros produziu e escreveu para Maggio, Och vinnaren är... foi indicado a cinco Grammies suecos. Os dois se conheceram enquanto trabalhavam em um remix para Petter e se envolveram romanticamente. Ele também começou o baile funk e electro influenciado pelo grupo de rap Maskinen. O grupo ainda está por perto, mas Linnros foi embora. Ele explicou ao jornal Dagens Nyheter que era apenas um projeto divertido com amigos e ele estava cansado de "música fastfood ".

### Carreira Solo

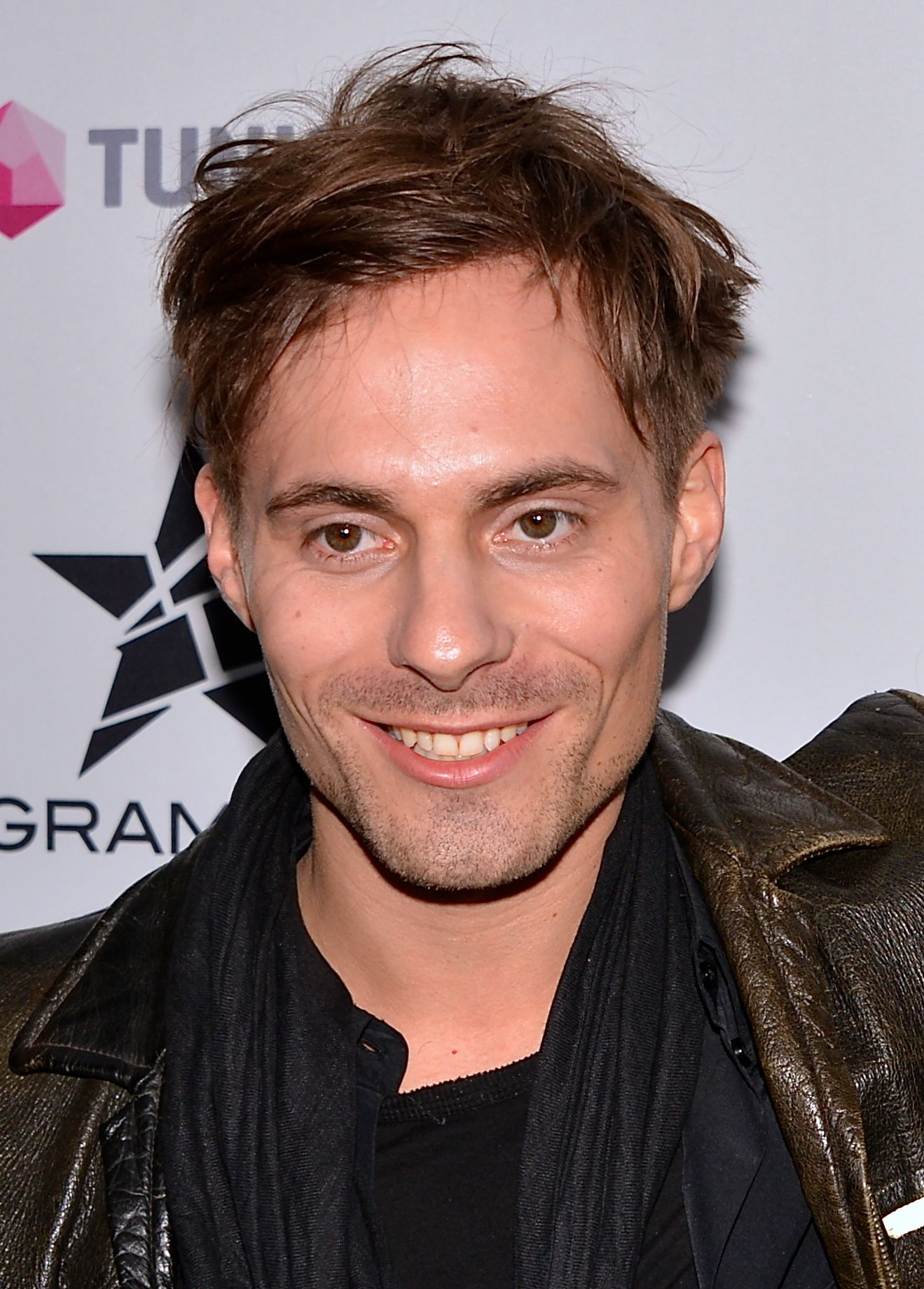
Oskar Linnros durante Grammisgalan em 20 de fevereiro de 2013.

Em junho de 2010, Oskar Linnros lançou Vilja bli, álbum que ele havia escrito, tocado e produzido. Este foi rapidamente comparado a artistas suecos como Mauro Scocco, Orup e Peter LeMarc, artistas extremamente populares na Escandinávia no final dos anos 1980 e início dos anos 1990. Linnros admitiu que queria trazer de volta uma versão atualizada desse som e também citou Donny Hathaway e Al Green como influências. Vilja bli recebeu críticas muito boas e o influente jornalista musical Jan Gradvall escreveu que o álbum é "um dos álbuns de estreia suecos mais completos que já ouvi e cheio de sucessos". Oskar foi indicado ao Grammy Sueco 2018 pelo álbum "Väntar på en Ängel".

## Discografia

### Álbuns
| Ano  | Álbum              | Posições de pico | Certificações   |
| Ano  | Álbum              | SWE              | Certificações   |
| ---- | ------------------ | ---------------- | --------------- |
| 2010 | Vilja bli          | 2                | - GLF : Platina |
| 2013 | Klappar och slag   | 3                |                 |
| 2017 | Väntar på en Ängel | 6                |                 |

### Reproduções estendidas
| Ano  | EP           | Posições de pico |
| Ano  | EP           | SWE              |
| ---- | ------------ | ---------------- |
| 2017 | Väntar på en | 8                |

### Músicas
| Ano  | Músicas                                                | Posições de pico | Certificações (limite de vendas) | Álbum              |
| Ano  | Músicas                                                | SWE              | Certificações (limite de vendas) | Álbum              |
| ---- | ------------------------------------------------------ | ---------------- | -------------------------------- | ------------------ |
| 2010 | "Ack, Sundbyberg"                                      | 52               | Ouro                             | Vilja bli          |
| 2010 | "Från och med Du"                                      | 1                | Platina                          | Vilja bli          |
| 2010 | "Genom eld"                                            | 43               | Ouro                             | Vilja bli          |
| 2011 | "25"                                                   | —                |                                  | Vilja bli          |
| 2013 | "Hur dom än"                                           | 15               | Ouro                             | Klappar och slag   |
| 2013 | "Från balkongen"                                       | 26               |                                  | Klappar och slag   |
| 2013 | "Kan jag få ett vittne?"                               | 31               |                                  | Klappar och slag   |
| 2017 | "Bäst"                                                 | 36               |                                  | Väntar på en Ängel |
| 2017 | "Oavset"                                               | 54               |                                  | Väntar på en Ängel |
| 2017 | "Wi-fi" / "Wifi Remix" (featuring Jireel and Ana Diaz) | 31               |                                  | Väntar på en Ängel |